# Alexandros Khalkokondilis
Alexandros Khalkokondilis (Grieks: Αλέξανδρος Χαλκοκονδύλης) (Athene, 1880 – aldaar, onbekend) was een Griekse atleet, die gespecialiseerd was in de sprint en het hink-stap-springen.
Op de Olympische Spelen van 1896 in Athene nam Khalkokondilis deel aan de 100 m, het hink-stap-springen en het verspringen. In de voorrondes van de 100 m liep hij een (geschatte) tijd van 12,6 s. In de finale werd hij vijfde achter Alajos Szokolyi en Francis Lane, die beiden in dezelfde (geschatte) tijd van 12,6 als derde en vierde eindigden. Bij het hink-stap-springen werd hij zesde van de negen deelnemers en bij het verspringen achtste.

## Palmares

### 100 m
- 1896: 5e OS - tijd onbekend

### verspringen
- 1896: 8e OS - afstand onbekend[1]

### hink-stap-springen
- 1896: 6e OS - afstand onbekend